# Балбоа Парк (Сан Диего)
Вижте пояснителната страница за други значения на Балбоа.
Балбоа Парк (на английски: Balboa Park) е известен исторически парк в Сан Диего, Калифорния, Съединените американски щати.
Включен е в Националния регистър на историческите места в САЩ на 22 декември 1977 година. Наименуван е на испанския изследовател и завоевател Васко Нунес де Балбоа. Разположен е на площ от 4,9 квадратни километра.
В парка се намират много и разнообразни музеи и театри в различни архитектурни стилове, градини, магазини, ресторанти, както и първият в САЩ IMAX (по-точно OMNIMAX) киносалон и световноизвестната зоологическа градина. Там също така се намира и най-големият в света орган на открито.